# Божидар Божанов
Божидар Пламенов Божанов е български програмист, предприемач и политик от партията „Да, България!“. Той е министър на електронното управление от 13 декември 2021 година до 2 август 2022 година.

## Биография
Божидар Божанов е роден на 19 август 1987 година в Бургас, но израства в Димитровград. През 2006 година завършва математическата гимназия в Димитровград, а през 2011 година компютърни и информационни системи в „Голдсмитс Колидж“, част от Лондонския университет, след което работи като софтуерен инженер в София и Амстердам. Към декември 2021 г. Божанов е на 40-о място в света по репутация на сайта за взаимопомощ между програмистите Stack Overflow.
Участва в неправителствената организация „Общество.бг“, популяризираща електронното управление, а през 2015 – 2016 година е съветник по тези въпроси на вицепремиера Румяна Бъчварова във второто правителство на Бойко Борисов. В началото на 2017 година е сред основателите на „Да, България!“ и е избран за член на нейния Изпълнителен съвет.
През 2009 година Божанов основава „Омниверс“ ЕООД, преобразувана през 2017 година в „ЛогСентинел“ ЕООД собственост на притежавано също от него дружество в Нидерландия. Дружеството не извършва почти никаква дейност до 2018 година, когато започва разработката на софтуер за информационна сигурност. През 2020 година то получава награда на „Форбс България“ за стартъп на годината, макар че има ограничени продажби и отчита счетоводни загуби. От юли 2019 година търговски директор на „ЛогСентинел“ е Калина Константинова, която преди това също като Божанов е съветник на Румяна Бъчварова, а през 2021 година също влиза в правителството на Кирил Петков като вицепремиер.
През 2021 година Божанов участва активно в няколкото изборни кампании на коалицията „Демократична България“, част от която е „Да, България!“, като на изборите през ноември е избран за депутат в XLVII народно събрание. На 13 декември става един от представителите на „Демократична България“ в коалиционното правителство на Кирил Петков, оглавявайки новосъздаденото Министерство на електронното управление. Той остава на поста до смяната на кабинета на 2 август 2022 година.
През февруари 2025 година Божанов се отказва доброволно от депутатския си имунитет и на 27 март му е предявено обвинение в престъпление по служба във връзка с обществена поръчка от времето, по което е министър. То е част от кампания на главния прокурор Борислав Сарафов срещу лидери на опозиционната коалиция „Продължаваме промяната – Демократична България“. По същото време Божанов става един от кандидатите за нов председател на „Да, България!“ след оттеглянето на основателя на партията Христо Иванов.